# كارثة الرائحة الكريهة

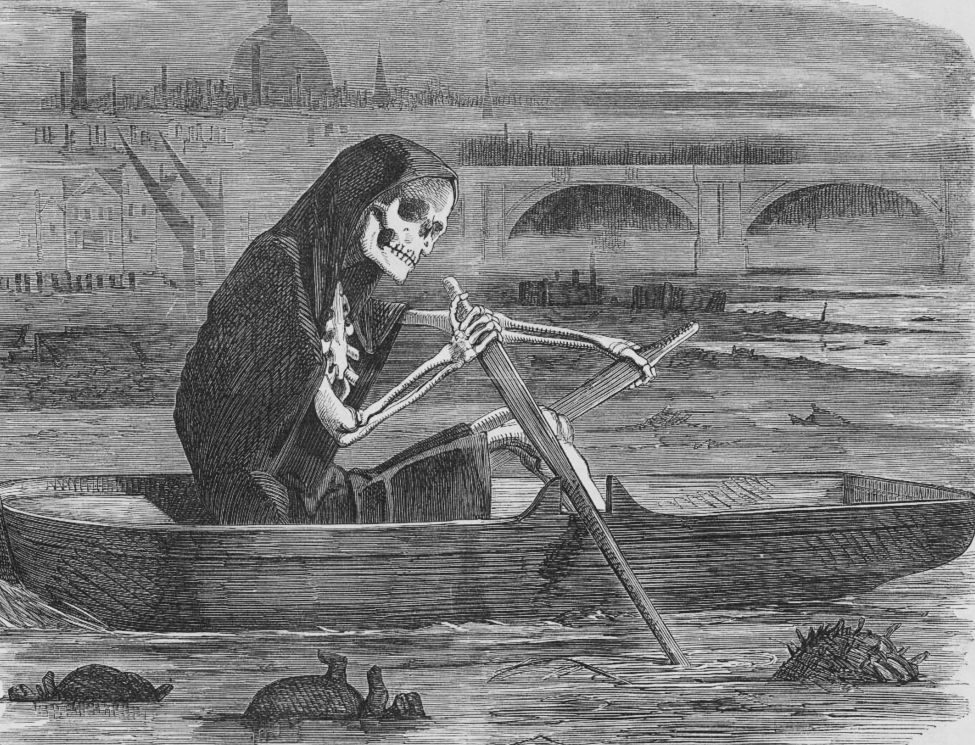
"قاطع الطريق الصامت" (1858). الموت يجذف في نهر التايمز، حاصدًا أرواح الضحايا الذين لم يدفعوا لتنظيف النهر.

كارثة الرائحة الكريهة أو النتن العظيم (بالإنجليزية: Great Stink)‏ هي واقعة حدثت في وسط لندن خلال شهري يوليو وأغسطس من عام 1858، حيث تسبب الطقس الحار في تفاقم رائحة نفايات بشرية ونفايات صناعية سائلة كانت موجودة علي ضفاف نهر التايمز ولم تتم معالجتها.
كانت المشكلة متوطنة منذ بضع سنوات، إضافة إلى نظام صرف صحي متهالك وغير قادر على أداء وظيفته كما أنه يصب مباشرةَ في نهر التايمز.
أُعتقد أن البخار الخانق الناتج عن المخلفات السائلة كان سبباً في انتقال الأمراض المعدية، حيث تفشت الكوليرا لثلاث مرات قبل كارثة الرائحة الكريهة وألقي باللوم على المشاكل المستمرة مع النهر.
تسبب تفاقم الرائحة ومخاوف الناس من تأثيراتها المتوقعة في حث المسؤولين المحليين والوطنيين على التحرك، الذين كانوا بالفعل يقيمون الحلول الممكنة للمشكلة. وافقت الحكومة على الاقتراح الذي قدمه المهندس المدني جوزيف بازالجيتي [الإنجليزية] لنقل المخلفات السائلة شرقًا عبر سلسلة من شبكات الصرف الصحي التي تصب تجاه الشلالات خارج نطاق العاصمة.
بدأ العمل على أنظمة مرتفعة ومتوسطة ومنخفضة لشبكتي الصرف الصحي الشمالية والجنوبية الجديدتين منذ عام 1859 واستمر العمل حتى عام 1875.
تم إرساء محطات ضخ لرفع المخلفات من المستويات المنخفضة إلى الأنابيب المرتفعة للمساعدة في تجفيف تلك المخلفات.
تم ضم محطتي آبي ميلز الكائنة في ستراتفورد ومحطة كروسنيس الكائنة في أريز مارشيس، لقائمة حماية التراث الإنجليزي لكونهما من أكثر المحطات قدمًا.
قدمت خطة بازالجيتي الثلاثة سدود؛ فيكتوريا، وتشيلسيا، وسدود ألبرت، حيث تجري المجارير في لندن.
لقد ضمن عمل بازالجيتي عدم ضخ الصرف الصحي على شواطئ التايمز بعد الآن وكذا وضع حدًا لتفشي مرض الكوليرا؛ لقد أنقذت أعماله حيوات أكثر من أي مسئول آخر في العصر الفيكتوري.
لا زال نظام مجارير بازالجيتي يعمل حتى القرن الواحد والعشرين، خادمًا مدينة ً زاد تعداد سكانها لما يربو عن الثمانية ملايين نسمة.
يطالب المؤرخ بيتر أكرويد بإطلاق لقب بطل لندن علي بازالجيتي.

## خلفية تاريخية
بنيت المجارير في لندن من القرميد منذ القرن السابع عشر حيث غطيت أجزاء من نهري فليت ووالبروك لهذا الغرض.
في القرن السابق لعام 1856، تم إنشاء ما يربو على مائة من المجارير في لندن، وفي هذا التاريخ كانت المدينة تمتلك ما يقرب من مائتي بالوعة وثلاثمائة وستين من المجارير.
كانت بعض البالوعات تسرب غاز الميثان وغازات أخرى، مما أدى إلي اندلاع النيران مرارًا وفقدان الأرواح، بينما كانت العديد من المجارير في حالة سيئة تحتاج للإصلاح.
تم إجراء العديد من التحسينات في طريقة إمداد سكان لندن بالمياه في مطلع القرن التاسع عشر، ومع حلول عام 1858 تم إحلال العديد من مواسير المياه المعدنية محل مواسير العصور الوسطي الخشبية.
صاحب ذلك ظهور مراحيض الدفق المائي وارتفاع التعداد السكاني للمدينة من أقل من مليون نسمة إلى ثلاثة ملايين نسمة، مما أدى للمزيد من تدفق المياه للمجارير وكذلك المخلفات الصناعية السائلة.
لقد أضفت النفايات المتدفقة من المصانع والمجازر والأنشطة الصناعية الأخرى عبئًا أكبر على النظام المتهالك.
العديد من تلك النفايات إما فاضت وإما صُرّفت مباشرة إلي التايمز.
وصف العالم مايكل فاراداي الوضع في خطاب بعثه لجريدة التايمز في شهر يوليو عام 1855: يقف مصدومًا أمام حالة نهر التايمز، وقد رمي قطعًا من الورق الأبيض إلى النهر "ليقيس مدى شفافيته". ومن ثم خلص إلى " بالقرب من السدود توالت العكارة في تكوين طبقات كثيفة مثل السحب. كانت مرئية على السطح، حتى في ماء من هذا النوع.
كانت رائحة المياه سيئة جدًا، كانت تماثل تلك الرائحة التي تنبعث الآن من ثقوب المجارير في الشوارع، حقًا كان النهر بأكمله في ذلك الوقت عبارة عن صرف صحي. أدى سوء الرائحة المنبعثة من النهر في عام 1857 بالحكومة إلى سكب الطباشير الجيري، وكلوريد الكلس، وحامض الكربوليك في النهر لتخفيف الرائحة الكريهة.
كانت نظرية البخار الخانق فيما يخص انتقال الأمراض المعدية هي الاعتقاد السائر في مجال العناية الصحية في العصر الفيكتوري، والتي حملت معتقدًا بأن أغلب الأمراض المعدية كان سببها استنشاق الهواء الملوث. تعددت أشكال هذا التلوث بين رائحة الجثث المتعفنة أو المجاري. بل كذلك النباتات المتعفنة، أو النفس الخارج من شخص مريض بالفعل. اعتقد أغلب الناس أن البخار الخانق هو الذي ينقل مرض الكوليرا، التي كانت في تصاعد في أوروبا في القرن التاسع عشر. ألقى المرض الرعب في قلوب الجميع، لسرعة انتقاله ومعدل وفياته العالي. کان أول هجوم ضارب لوباء الكوليرا في لندن في عام 1831، عندما حصد المرض أرواح 6.536 ضحية. في الفترة بين عامي 1848 و 1849 تفشى مرض الكوليرا للمرة الثانية حيث فقدت لندن 14.137 مواطنًا. أُلحق هذا التفشي لمرض الكوليرا بتفشٍ ثالث في الفترة بين عامي 1853 و 1854 حيث توفي 10.738.
لاحظ الطبيب جون سنو خلال فترة تفشي الكوليرا للمرة الثانية أن معدلات الوفاة كانت عالية جدًا في المناطق التي تمدها شركات لامبث وساوثوارك وفاكسهال بالمياه. نشر الطبيب ورقة بحثية في عام 1849، عنوانها طريقة انتقال الكوليرا، حيث أورد فيها نظرية الأمراض المنتقلة عن طريق المياه عوضًا عن نظرية البخار الخانق، لم تحظَ ورقته البحثية باهتمام يذكر.
عقب الموجة الثالثة لمرض الكوليرا عام 1854 نشر سنو نسخة محدثة من بحثه، بعد أن ركز على التأثيرات في شارع برود، سوهو.
نزع سنو المقبض من مضخة المياه المحلية، ليمنع الوصول للمياه الملوثة، التي تؤدي للوفاة. عُرف فيما بعد أن البئر التي كانت تسحب منها المياه بها تسريب من مياه صرف صحي كانت تجري بالقرب منها.

## الحكومة المحلية
مرت البنية التحتية المدنية المشرفة على إدارة نظام الصرف الصحي في لندن بتغيرات شتى في القرن التاسع عشر. أنشئت لجنة متروبوليان للمجاري (MCS) عام 1848 بناءً على طلب من المصلح الاجتماعي أدوين تشايك والهيئة الملكية. حلت اللجنة سبعةً من السلطات الثمانية الني كانت مسئولة عن إدارة نظام الصرف الصحي في لندن منذ عهد هنري الثامن؛ كانت تلك هي المرة الأولى التي تسيطر فيها سلطة مستقلة على مرافق الصرف الصحي في العاصمة. نص قانون البناء عام 1844 على التأكد من توصيل جميع المباني الجديدة بالمجاري، وليس ببالوعة، وبدأت اللجنة في ربط البالوعات بالمجاري أو إزالتها تمامًا. وبسبب الخوف من احتمالية تسبب البخار الخانق المنبعث من المجاري في انتشار المرض، أكد كلاً من تشادويك وخليفته، إخصائي الأمراض جون سايمون أن شبكات الصرف الصحي ستنظف بانتظام، تلك السياسة التي أدت إلى مزيد من مياه الصرف الصحي يجري تصريفها في نهر التايمز.

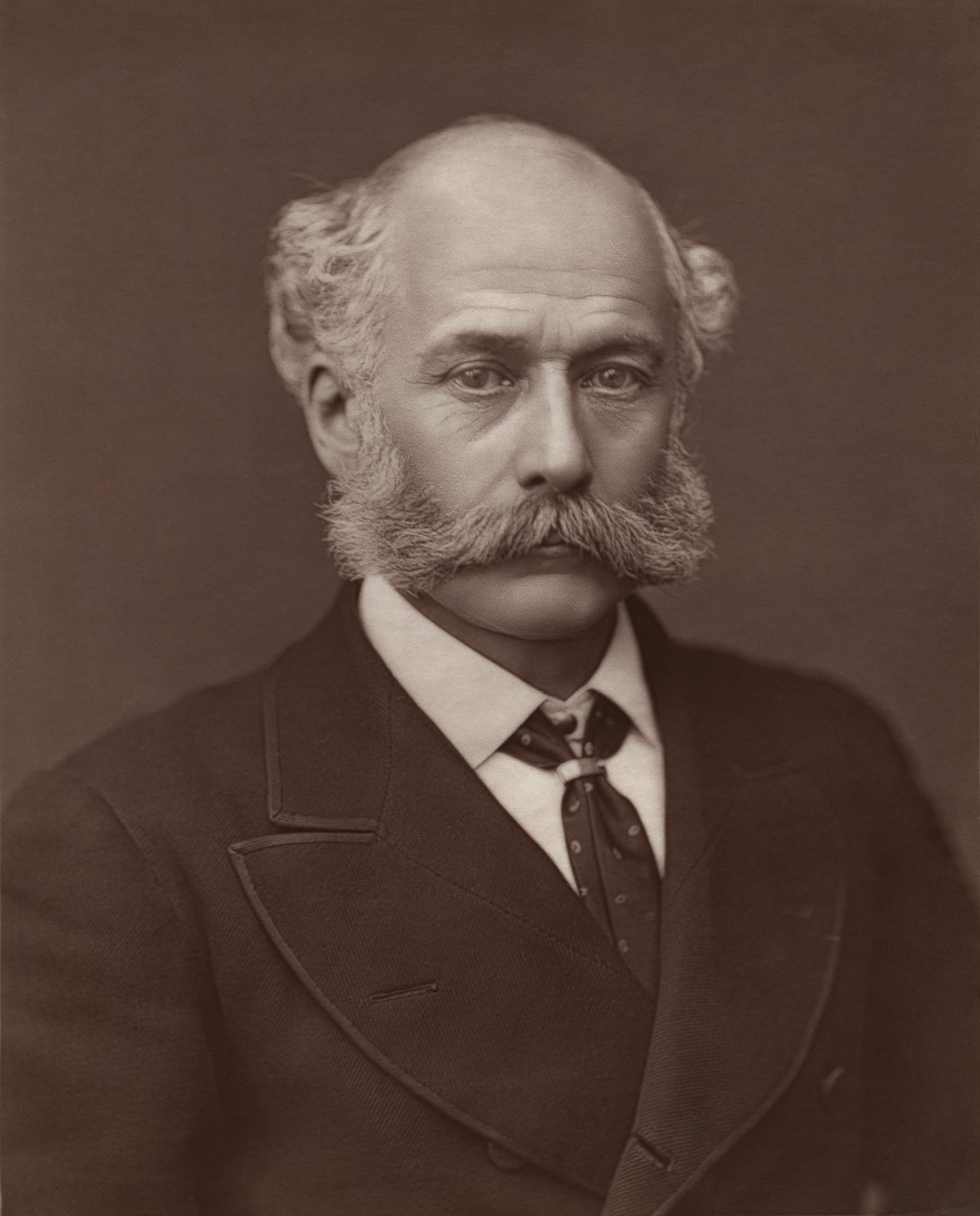
جوزيف بازالجيتي في عام 1870s

عينت MCS جوزيف بازالجيتي عام 1849 في منصب مساح مساعد. كان يعمل مهندسًأ استشاريًا في صناعة السكك الحديدية حتى أدى ضغط العمل الزائد إلى تدهور خطير في حالته الصحية. كان تعيينه في اللجنة أول منصب له منذ عودته للعمل. بدأ العمل على تطوير خطة أكثر نظامية لمجارير المدينة، تحت قيادة كبير المهندسين، فرانك فوستر.
لم يحتمل فوستر أعباء المنصب، من ثم توفي عام 1852، وُرقي بازالجيتي لمنصبه حيث أكمل تحسين وتطوير الخطط لتطوير نظام المجارير. استبدل قانون إدارة متروبوليس عام 1855 مجلس العاصمة للأشغال (MBW) باللجنة، حيث أدار شبكات الصرف الصحي.
بحلول عام 1856 كان بازالجيتي قد أكمل خططه النهائية، والتي تتضمن توفير المجارير المحلية الصغيرة بأنابيب بطول 3 أقدام وقطر (0.9) متر تغذي سلسلة من أنابيب أكبر حتى تنضب في أنابيب الصرف الأساسية بطول 11 قدم وارتفاع 3.4 أمتار. خطط لإنشاء مصبين شمالي وجنوبي لتصريف النفايات لكل جانب من النهر. قسمت لندن إلي مناطق منخفضة، ومتوسطة، ومرتفعة المستوى، تخدمها شبكة صرف صحي رئيسية؛ حيث خطط لإنشاء سلسلة من محطات الضخ لنقل النفايات باتجاه شرق المدينة. بنيت خطة بازالجيتي علي خطة فوستر ولكن بمقياس أكبر، سامحةً بازدياد أكبر في عدد السكان أكثر مما سمح به في خطة فوستر_ من 3 إلي 4.5 مليون نسمة. قدم بازالجيتي خططه للسير بنجامين هول، المفوض الأول من الأشغال. أبدي هول بعض التحفظات علي المصبات – حيث لا تزال النفايات تصب في مسطحات مائية أخرى من شبكات الصرف الصحي، والذي قال أنها لا تزال داخل حدود العاصمة، لذا فهي غير مقبولة.
عدّل بازالجيتي خططه وأعاد تحسينها خلال المناقشات الجارية، وفقًا لاحتياجات هول. قدم هول الخطط لمجموعة مكونة من ثلاثة مهندسين استشاريين في ديسمبر عام 1856، الكابتن دوغلاس سترات غالتون من المهندسين الملكيين، جيمس سيمبسون، وهو مهندس مع اثنين من شركات المياه، وتوماس بلاكوود، كبير المهندسين في كينيت وقناة آفون. سلمت المجموعة تقريرها إلى هول في يوليو عام 1857 متضمنًا التغييرات المقترحة على مواقع المصبات، من ثم سلمه إلى MBW في شهر أكتوبر.
كانت نقطة التفريغ الجديدة لتكون عبارة عن مجاري مفتوحة، تجري بعيدًا بمقدار 15 ميلًا (24كم) عن المواقع المقترحة من قبل المجلس؛ حيث قدرت تكلفة خططهم بما يزيد عن 5.4 مليون، أكثر بكثير من الحد الأقصى الذي قدرته خطة بازالجيتي، والذي كان 2.4 مليون. شهدت الانتخابات العامة في فبراير عام 1858 سقوط أول حكومة لللورد بالمرستون، والتي تم استبدالها بحكومة لورد دربي كحكومة ثانية، حيث استبدل اللورد جون مانرزهول، وعين بنيامين دزرائيلي زعيمًا لمجلس العموم ووزيرًا للخزانة.

## من يوليو إلى أغسطس 1858
بحلول منتصف عام 1858 كانت مشاكل نهر التايمز قد تراكمت لسنوات عدة. كتب تشارلز ديكنز في روايته دوريت الصغيرة والتي نشرت مسلسلةً في الفترة ما بين عامي 1855 و 1857 أن نهر التايمز كان «مجاري قاتلة.. بدلًا من نهر جميل عذب». ذكر ديكينز في رسالة لصديق«أؤكّد أن تلك الروائح الكريهة، حتى عند استنشاقها في نفحات قصيرة، غالبا هي نتيجة انتفاخ في المعدة والرأس»، في حين كتب عالم الاجتماع والصحافي جورج غودوين أنه«تتجاوز النفايات الستة أقدام عمقًا في بعض الأجزاء» على الشواطئ الأمامية لنهر التايمز، وأن «كل ذلك مشبع بكثافة بالقاذورات»، كان متوسط معدلات درجات الحرارة في شهر يونيه من عام 1858 في لندن تحت غطاء الظل حوالي منتصف ال30 درجة مئوية ما يعادل (من 93-97) علي مقياس فهرنهايت_ مرتفعة إلي 48 درجة (118) درجة على مقياس فهرنهايت تحت غطاء الشمس.
جنبًا إلى جنب مع موجة طويلة من الطقس الجاف، انخفض مستوى نهر التايمز وبقيت نفايات المجاري السائلة على ضفاف النهر. حاول كلًا من الملكة فيكتوريا والأمير ألبرت أخذ نزهة بحرية على نهر التايمز، لكنهما عادا إلى الشاطئ عقب دقائق قليلة نظرًا لبشاعة الرائحة.سرعان ما أطلقت الصحافة لقب «النتن العظيم» على الحدث، رصد العنوان الرئيسي في جريدة صحافة المدينة أن: «وصلت الكياسة في التعبير إلى نهايتها_إنها نتانة، وأيًا كان من يستنشق تلك الرائحة الكريهة ولو مرة واحدة لا يمكن أبدًا أن ينساها ويستطيع أن يعد نفسه محظوظا إذا عاش لتذكرها».
اتفق كاتب في صحيفة (المعيار) مع هذا الرأي. حيث كان وصف أحد مراسلي الصحيفة للنهر كالتالي:
«رجس خبيث خطر على المجتمع ومرتع للتيفوس»، وكتب ثانٍ أن:«كمية الغازات السامة الناتجة غير متناسبة مع الزيادة في كمية مياه الصرف الصحي التي تجري مع التيار» علق المقال الرئيسي في صحيفة أخبار لندن المصورة التعليق التالي:
بحلول شهر يونيو أصبحت الرائحة الكريهة المنبعثة من النهر أكثر سوءًا مما أثر على سير العمل في البرلمان، وكانت الستائر على جانب المبنى الجاور للنهر قد نقعت في كلوريد الجير للتغلب على الرائحة. لكن هذا الإجراء لم ينجح، وجرت مناقشات حول إمكانية نقل أعمال الحكومة إلى أكسفورد أو سانت ألبانز. وذكرت صحيفة الباحث أن دزرائيلي، عند حضوره في إحدى قاعات اللجان، غادر بعد ذلك بوقت قصير مع بقية أعضاء اللجنة، «حاملًأ كتلة من الأوراق بيد واحدة، وواضعًا منديل جيبه على أنفه» نظرًا لسوء الرائحة. أدى تعطل عملها التشريعي إلى إثارة بعض الأسئلة في مجلس العموم. وفقًا لهانسارد، أبلغ عضو مجلس النواب (البرلمان) جون برادي مانرز أن الأعضاء لم يكونوا قادرين على استخدام غرف اللجان أو المكتبة بسبب الرائحة الكريهة، وسأل الوزير«إذا ما اتخذ النبيل أي تدابير للتخفيف من النتانة ووقف الأذى». رد مانرز أن نهر التايمز لم يكن ضمن صلاحياته. بعد مرور أربعة أيام قال نائب ثان لمانرز أن «عبر ابداع في غير محله، تحول واحدًا من أنبل الأنهار إلى بالوعة، وأتمنى أن أسأل حكومة جلالتها إذا كان لديها النية لاتخاذ أية خطوات لعلاج هذا الشر؟» أشار مانرزأن «حكومة جلالتها ليس بيدها من الأمر شيء مهما حدث لحالة النهر».>
علقت مجلة بانش الساخرة «الموضوع الأوحد الذي شغل مجلسي البرلمان... كان المؤامرة على سؤال السم، من ذنب ذلك الجاني القديم، الأب التايمز، كانت هناك أكثر الأدلة كفاية».
في ذروة الرائحة الكريهة، كان يستخدم ما بين 200 و 250 طن من الجير بالقرب من مصبات المجاري التي يتم تصريفها في نهر التايمز، وكان الرجال يعملون على نشر الجير على الشواطئ الأمامية لنهر التايمز أثناء الجزر. كانت التكلفة 1500£ في الأسبوع. في 15 من يونيو طرح دزرائيلي مشروع قانون تعديل الإدارة المحلية لمتروبوليس، تعديل مقترح لقانون 1855؛ في الجلسة الافتتاحية وصف نهر التايمز «بركة جهنمية، تفوح منها أهوال لا توصف ولا تطاق». أوكل مشروع القانون مسئولية تنظيف نهر التايمز إلي MBW، وذكر «بقدر ما يسعه الإمكان» أن وسائل الصرف الصحي ينبغي ألا تكون داخل حدود لندن؛ سمحت أيضا للمجلس باقتراض 3 ملايين £، التي كان من المقرر سدادها من فرض ضريبة 3 بنسات على كل أسر لندن على مدى السنوات الأربعين المقبلة. فضلت الشروط خطة بازالجيتي الأصلية التي وضعها عام 1856 وتغلبت على اعتراض هول عليها.رصد المقال الرئيسي في صحيفة التايمز أن «البرلمان اضطر للتشريع وفقًا للإزعاج الكبير للندن الذي تفرضه محض رائحة كريهة». ونوقش مشروع القانون في أواخر يوليو وصدر كقانون في 2 أغسطس.

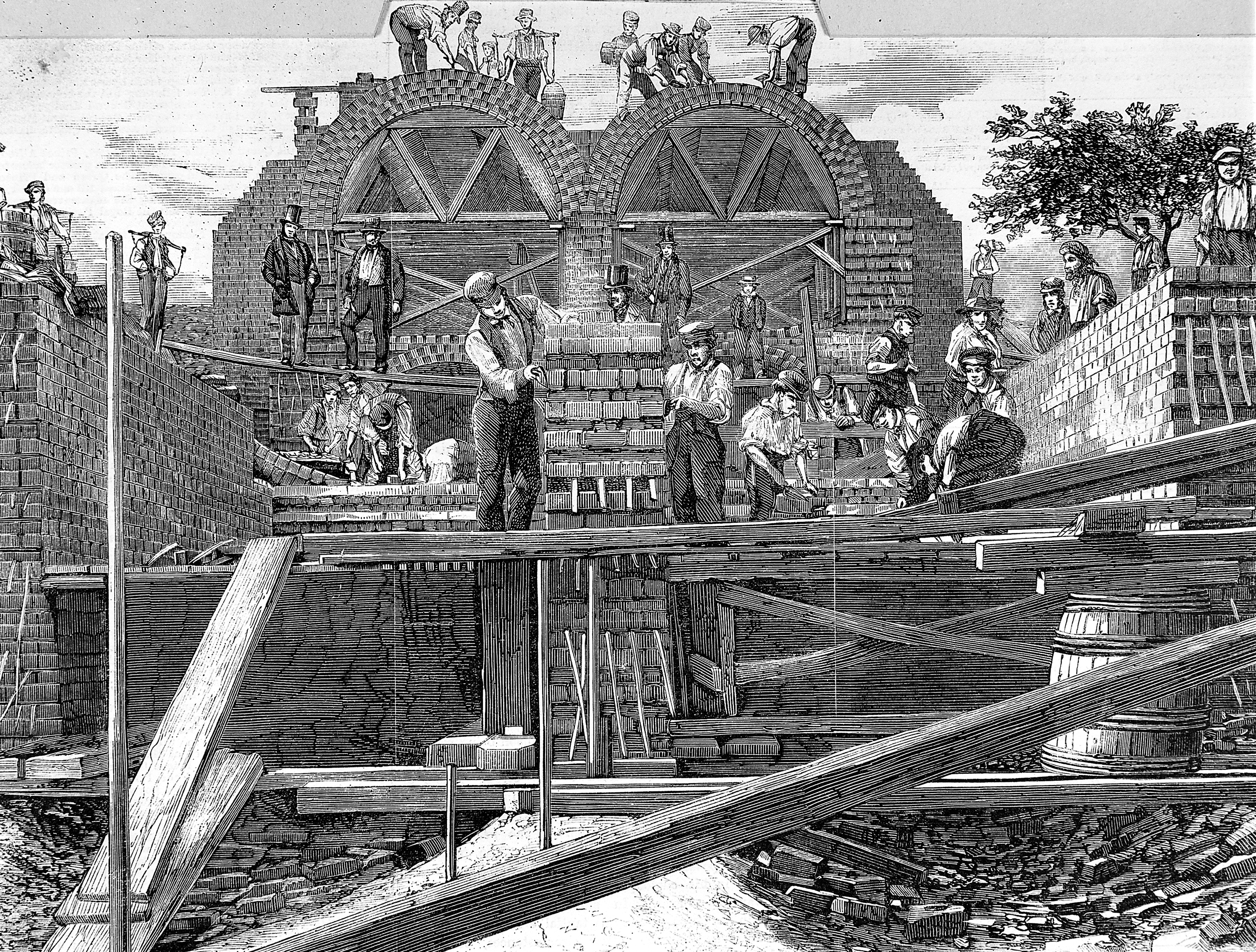
بناء شبكات الصرف الصحي في عام 1859، بالقرب اولد فورد، القوس في شرق لندن

## الانشاءات
خطط بازالجيتي لمد 1100 ميل (1800 كم) إضافية من شبكات الصرف الصحي في الشوارع (لجمع كل من مياه الصرف الصحي ومياه الأمطار)، التي من شأنها أن تغذي 82 ميلا (132 كم) من المجارير الرئيسية المترابطة، وضعت للمناقصة بين عامي 1859 و 1865. عمل أربعمائة رسام على خطط مفصلة وتصورات جزئية للمرحلة الأولى من عملية البناء. كان هناك العديد من التحديات الهندسية التي يجب التغلب عليها، وخاصة أن أجزاء من لندن، بما في ذلك المنطقة المحيطة لامبث وبيمليكو- تقع تحت نقاط بارزة. خصصت خطة بازالجيتي للمناطق ذات المستوى المنخفض حيث سيتم رفع الصرف من نظام الصرف المنخفض إلى نقاط رئيسية في نظامي الصرف المتوسط وعالي المستوى، والتي سوف تصفى بفعل الجاذبية، تدريجيًا نحو المصبات الشرقية بمعدل 2 قدم لكل ميل (38 سم / كم).

## الملاحظات
1. ↑  The Fleet and Walbrook rivers, along with numerous others, still flow under modern-day London  [لغات أخرى]‏.[1]
2. ↑  The rise took place in the first half of the nineteenth century.[3]
3. ↑  Chadwick—a barrister by training—was keen to improve sanitary conditions and public health; in 1842 he had published the Report on the Sanitary Condition of the Labouring Population of Great Britain, a best-selling publication. In 1843 he served on a royal commission on the health of towns, before service on a second royal commission in 1847, which resulted in the formation of the Metropolitan Commission of Sewers.[15]
4. ↑  The authority overseeing the works in the حي السيتي remained separate.[14]
5. ↑  Bazalgette had to apply for the position of Chief Engineer against eight others; his application for the role—which was successful—was supported by روبيرت ستيفنسون, MP, the co-designer of the Rocket with his father; the millwright and هندسة مدنية William Cubitt, who had designed and built two of Britain's railways systems; and the هندسة ميكانيكية and civil engineer إسامبارد كينجدم برونيل.[20]
6. ↑  Hall, an imposingly tall man, oversaw the rebuilding of much of the قصر وستمنستر, including the parliamentary clock in قصر وستمنستر (now named Elizabeth Tower); the principal bell of the tower—بيغ بن—was named after him.[24]
7. ↑  £5.4 million in 1857 equates to a little over £450 million in 2015; £2.4 million equates to a little over £200 million, according to calculations based on Consumer Price Index  [لغات أخرى]‏ measure of inflation.[26]
8. ↑  £1,500 in 1858 equates to approximately £130,000 in 2015, according to calculations based on Consumer Price Index  [لغات أخرى]‏ measure of inflation.[26]